# Dana Colley
Pour les articles homonymes, voir Colley (homonymie).
Dana Colley, né le 17 octobre 1961 à Portland (Maine), est un musicien américain. Il est le saxophoniste du groupe de rock alternatif Morphine.